# Maria de Champanhe
Maria de Champanhe (c. 1174 — Acre, 9 de agosto de 1204) foi uma imperatriz-consorte do Império Latino, esposa do imperador Balduíno I de Constantinopla. Era a filha de Henrique I de Champanhe e Maria Capeto. Os seus avós maternos eram Luís VII de França e Leonor da Aquitânia. Os seus irmãos foram Henrique II de Champanhe, rei de Jerusalém, e Teobaldo III de Champanhe. A sua irmã Escolástica de Champanhe casou com Guilherme V de Mâcon. Ambas as irmãs são referidas pelo nome na crónica de Alberico de Trois-Fontaines.

## Casamento
De acordo com a crónica de Gilberto de Mons, Maria ficou noiva de "Teobaldo", filho do conde de Flandres e Hainaut, em 1179. Presume-se que Gilberto se enganou a registar o nome de Balduíno. O seu noivo era Balduíno VI, filho de Balduíno V de Hainaut e Margarida I da Flandres.
Maria e Balduíno casaram-se em 6 de janeiro de 1186. Tiveram apenas duas filhas:
- Joana da Flandres (1199/1200 – 5 de dezembro de 1244)
- Margarida II da Flandres (2 de junho de 1202 – 10 de fevereiro de 1280)

## Imperatriz consorte
Em 14 de abril de 1202, Balduíno deixou a Flandres para se juntar à Quarta Cruzada. Esta cruzada foi desviada para Constantinopla, capital do Império Bizantino, tendo os cruzados capturado e saqueado a cidade. Eles decidiram então criar um Império Latino no lugar do grego que havia tombado. Em 9 de maio de 1204, Balduíno foi proclamado o seu primeiro imperador, com Maria como imperatriz consorte.
Maria havia decidido ela própria deixar a Flandres para se juntar ao seu marido mas decidiu visitar Ultramar primeiro. De acordo com Godofredo de Villehardouin, ela não pode juntar-se a ele mais cedo durante a cruzada dado estar grávida aquando da sua partida. Após o nascimento da criança, Margarida, e de ter recuperado do parto, ela partiu ao seu encontro. Ela partiu do porto de Marselha e desembarcou em Acre. Aí ela recebeu tributo de Boemundo IV de Antioquia. Em Acre ela recebeu a notícia da queda de Constantinopla e da proclamação de Balduíno como o novo imperador. Maria queria partir para Constantinopla ao seu encontro, mas adoeceu e morreu na Terra Santa.
A notícia da sua morte chegou a Constantinopla através de cruzados provenientes da Síria. Balduíno alegadamente ficou desgostoso com a morte da sua mulher. Villehardouin registou que Maria "era uma mulher graciosa e virtuosa e muito honrada".